# Ahmićimassakern
Ahmićimassakern var en händelse under Bosnienkriget (1992-1995) som inträffade den 16 april 1993. Vid denna massaker mördade Kroatiska försvarsrådets (HVO) styrkor 120 civila muslimer i byn Ahmići i centrala Bosnien och Hercegovina.

## Massakern
Bosnienkroatiska styrkor anföll byn Ahmići på morgonen den 16 april 1993 i tron att byn härbärgerade stridande, bosniska förband. När styrkorna senare gick in i staden, fann de att byns invånare endast utgjordes av civila. Till övervägande del utgjordes dessa av bosniska muslimer, men där fanns även kroater, vilka bodde i sina egna kvarter. När de kroatiska styrkorna inte fann några bosniska soldater, vände de av någon anledning vapnen mot muslimerna istället. Soldaterna gick från hus till hus och dödade urskillningslöst alla muslimer de stötte på. Många av dessa var kvinnor, barn och gamlingar. Yngst av dem som dödades var ett spädbarn på blott en månad; den äldsta var 93 år. Efter denna massaker brände kroaterna ner större delen av byn och förstörde dess två moskéer. Överlevande påstod efteråt att byns kroatiska invånare varit soldaterna behjälpliga med att peka ut muslimska hus.
Idag finns ett minnesmärke på den plats där en av byns moskéer stod. Där nämns alla de personer som dödades morgonen den 16 april 1993 i Ahmići.

## Rättegång
Sex kroatiska befälhavare och officerare har hittills åtalats för sin roll i denna massaker. Alla har befunnits skyldiga till krigsförbrytelse och har dömts till mellan 10 och 25 års fängelse.